# Стешенко Валентина Сергіївна
Валентина Сергіївна Стешенко (29 січня 1934 , Харків  — 10 квітня 2014 , Київ ) — видатна радянська та українська вчена-демографиня, фундаторка української демографії післявоєнного періоду, організаторка науки; доктор економічних наук, професор.

## Біографія
Закінчила Харківський університет (1957). Свій шлях в науці Валентина Стешенко почала аспіранткою академіка Михайла Птухи, який передав своїй учениці ідеї, світогляд та традиції молодої української науки, які були закладені на початку ХХ ст. та багато у чому знищені в роки сталінського терору 1930-х. Була близько знайомою з засновником української демографічної та медичної статистики Сергієм Томіліним. Один з небагатьох українських демографів старшого покоління, хто уцілів, був Юрій Корчак-Чепурківський, з яким Валентина Стешенко дружувала.
Більшу частину свого наукового життя Валентина Сергіївна пропрацювала завідувачем відділом Демографії та економіки відтворення населення Інституту економіки Академії Наук України. За життя Валентини Стешенко її відділ став головною науковою інститутцією всієї української демографії.
Стешенко встигала керувати проведенням фундаментальних наукових досліджень, писати статті та монографії, видавати наукові журнали; вивчила кілька поколінь аспірантів та практикантів; підтримувала наукові контакти з колегами у всьому світі.

## Сім'я
- чоловік: Володимир Павлович Піскунов — український демограф і філософ, теоретик людності

## Праці
- В. С. Стешенко. Труд в демопроцессе. — К.: Наукова думка, 1990. — 262 с.
- В. С. Стешенко (с соавт.). Воспроизводство населения и трудовых ресурсов в условиях развитого социализма: Развитие населения и его трудового потенциала. в 2-х тт. — К.: Ин-т экономики АН УССР, 1985.
- В. С. Стешенко. Демографическое развитие Украинской ССР: 1959—1970 гг. — К.: Наукова Думка, 1977. — 221 с.

## Відомі учні, аспіранти
- Лібанова Елла Марленівна
- Пирожков Сергій Іванович